# 미스 유니버스 2005
미스 유니버스 2005, 또는 제54회 미스 유니버스 대회는 2005년 5월 31일 타이 방콕 임펙트아레나 임페리얼 엠파이어 컨벤션 문화의 전당에서 개최된 미인 대회이다. 전년도 우승자 제니퍼 호킨스가 후임자 내털리 글레보바에게 왕관을 물려주었다. 1982년도 대회에서 우승한 카렌 볼드윈을 이어 두 번째 캐나다 우승자가 되었다.

## 개요
- 사회 : 빌리 부시

### 최종 결과
| 득점결과           | 참가자 |
| ------------------ | --- |
| 미스 유니버스 2005 | - 캐나다 – 나탈리 글레보바 |
| 2위                | - 푸에르토리코 – 신시아 올라바리아 |
| 3위                | - 도미니카 공화국 – 레나타 소녜 |
| 4위                | - 멕시코 – 로라 엘리손도 |
| 5위                | - 베네수엘라 – 모니카 스피어 |
| Top 10             | - 이스라엘 – 엘레나 랄프 - 라트비아 - 이에바 코코레비차 - 페루 – 데보라 술카 - 스위스 – 피오나 헤프티 - 미국 – 첼시 쿨리                                                |
| Top 15             | - 그리스 – 에반겔리아 아라바니 - 인도네시아 - 아르티카 사리 데비 - 노르웨이 – 헬렌 트라사비크 - 남아프리카 공화국 – 클라우디아 헨켈 - 트리니다드 토바고 – 막달레나 월콧 |

### 특별상
| 수상            | 참가자                               |
| --------------- | ------------------------------------ |
| 미스 상냥함     | - 미국령버진아일랜드 – 트리시아 호머 |
| 미스 포토제닉   | - 필리핀 – 지오나 카브레라           |
| 최고의 민족의상 | - 태국 – 차난폰 로잔                 |

## 불참 국가
- 타이완은 2004년까지 대회를 열었으나 미스 중국 조직회에 이관 되어 2005년부터 미스 유니버스 참가국에서 제외되었다. 2005년부터 중국 대표만 참가할 수 있다.
- 보츠와나는 1999년 진출 이후 재정난, 정치적 문제와 인권차별로 참가를 하지 않았다.
- 스웨덴은 미스 스웨덴 조직회가 2005 미스 스웨덴 우승자가 태국어를 구사할 줄 모른다고 하여 스웨덴은 대회에 참가하지 않았다.
- 오스트리아는 2005년부터 조직위원회 에 대회 유예결정 하여 참가 하지 않았다.